# Autoreproduction
 (décembre 2018).
Si vous disposez d'ouvrages ou d'articles de référence ou si vous connaissez des sites web de qualité traitant du thème abordé ici, merci de compléter l'article en donnant les références utiles à sa vérifiabilité et en les liant à la section « Notes et références ».
L'autoreproduction est la faculté de se reproduire par soi-même, sans autre intervention.

## Biologie
Le terme est parfois utilisé par opposition à la reproduction sexuée.

## Sociologie
Un système ou un sous-système peut se reproduire par ses processus internes qui ont été préalablement établis. Par exemple, le capitalisme étant un système fonctionnant par appropriation, utilisation et profitabilisation est une idéologie qui permet depuis plusieurs décennies son autoreproduction.

### Citation
La théorisation entreprise dans Dialectique et Société comprend la société comme procès d'autoreproduction en même temps expressif et réflexif, et place donc les pratiques sociales concrètes, à caractère subjectif et symbolique (« significatif ») au fondement ontologique de toute réalité sociale-historique, et cela inclut aussi les diverses modalités phénoménales de l'« identité subjective » et de l'« objectivité ». Dans cette perspective, la société peut alors être définie comme la structure d'ensemble des rapports sociaux, c'est-à-dire des rapports entre les pratiques sociales, mais en autant précisément que cette structure est impliquée dans le procès de reproduction.